# Председнички избори у САД 1948.
Председнички избори у САД 1948. су били 41. председнички избори по редоследу, и одржали су се у уторак 2. новембра 1948. На њима су учествовали председник Хари Труман, гувернер савезне државе Њујорк Томас Е. Дјуи, и гувернера Јужне Каролине Строма Термонда, који је заједно са групом јужњачких демократа које су биле незадовољне тадашњим Трумановим планом о закону за грађанска права основао трећу партију под називом "Демократска странка државних права" који су у народу били познати као "Диксикрате", по називу за Американце са југа државе.
Ови избори се сматрају за једно од највећих изненађења на изборима, јер је Труман успео да победи на њима упркос унутрашњим цепањима у његовој странци, и доброг угледа који је као гувернер Њујорка имао његов главни противкандидат Томас Дјуи, и успео је да спречи план Диксикрата да освоје довољан број изборних гласова како би изједначили Трумана и Дјуија, па би по 12. амандману председник морао да се бира у 
Представничком дому, где би Диксикрате онда тражиле извесне уступке од двоје кандидата, како би им предали своје изборничке гласове и одлучили ко ће бити председник.

## Главни кандидати
| Lp. | Слика | Име           | Слика | Кандидат за потпредседника | Странка               |
| --- | ----- | ------------- | ----- | -------------------------- | --------------------- |
| 1.  |       | Хари Труман   |       | Албен Баркли               | Демократска странка   |
| 2.  |       | Томас Е. Дјуи |       | Ерл Ворен                  | Републиканска странка |
| 3.  |       | Стром Термонд |       | Филдинг Рајт               | Диксикратска          |

## Резултати
| Кандидат         | Странка               | Гласови    | Гласови  | Изборници |
| Кандидат         | Странка               | Број       | Проценат | Изборници |
| ---------------- | --------------------- | ---------- | -------- | --------- |
| Хари С. Труман   | Демократска странка   | 24.178.347 | 49,55%   | 303       |
| Томас Е. Дјуи    | Републиканска странка | 21.991.292 | 45,07%   | 189       |
| Стром Термонд    | Диксикратска          | 1.175.930  | 2,41%    | 39        |
| Хенри Волас      | Прогресивна радна     | 1.157.328  | 2,37%    | 0         |
| Норман Томас     | Социјалистичка        | 139.569    | 0,29%    | 0         |
| Клод Ватсон      | Партија забране       | 103.708    | 0,21%    | 0         |
| Остали кандидати | Остали кандидати      | 46.361     | 0,10%    | 0         |
| Укупно           | Укупно                | 48.793.535 | 100%     | 531       |